# Escarmouche à Many Branch Point
Guerre des Malouines
Batailles
- Invasion argentine
- Géorgie du Sud
- Occupation (en)
- Paraquet
- Black Buck
- ARA General Belgrano
- ARA Alferez Sobral
- HMS Sheffield
- Île Pebble
- Mikado
- Sutton
- San Carlos
- HMS Ardent
- Seal Cove
- HMS Antelope
- Atlantic Conveyor
- HMS Coventry
- Goose Green
- Mount Kent
- Top Malo House
- Gazelle XX377
- Bluff Cove
- Many Branch Point
- Mount Harriet
- Two Sisters
- HMS Glamorgan
- Mount Longdon (en)
- Wireless Ridge (en)
- Mount Tumbledown (en)
- Port Stanley
- Île Thulé

Le 10 juin 1982, pendant la guerre des Malouines, Many Branch Point, une crête près de Port Howard, sur Grande Malouine, est le théâtre d'un accrochage mineur entre des forces argentines et britanniques. Le combat s'achève avec la mort du commandant de la patrouille du SAS, le capitaine Gavin John Hamilton (en). Il s'agit du seul combat terrestre sur Grande Malouine pendant la guerre.

## Contexte
Alors que les canons antiaériens argentins  Oerlikon 35 mm et 20 mm (canons bitubes guidés par radar) basés à Port Stanley et Goose Green contraignaient les Sea Harrier et les Harrier GR.3 à mener leurs frappes aériennes à haute altitude, les garnisons argentines à Grande Malouine n'étaient équipées que de fusils mitrailleurs de 12,7 mm, qui les exposaient aux mitraillages et bombardement à faible altitude par les appareils de la Royal Air Force et la Fleet Air Arm. En renfort de la garnison basée sur Grande Malouine, le haut commandement argentin envoie une compagnie de forces spéciales, la 601e compagnie commando (en), au quartier-général du 5e régiment d'infanterie basé à Port Howard, les commandos apportant avec eux des missiles Blowpipe (en) de conception britannique. Après un voyage de 24 heures depuis Port Stanley, la compagnie atteint sa destination. Quelques jours plus tard, alors que les Britanniques débarquaient dans la baie de San Carlos, la 601e trouve ses marques et abat un GR3 Harrier pendant une mission de reconnaissance, le pilote (le Flight-Lieutnant Jeffrey Glover) s'éjecte et est fait prisonnier.
La garnison argentine sur Grande Malouine était alors virtuellement isolée en raison de la situation stratégique en cours de développement. La 601e compagnie commando est envoyée avec pour ordre de récolter des informations sur les activités britanniques de l'autre côté du détroit des Falkland.
Dans le même temps, les patrouilles des SAS de la British Army avaient également été actives autour des positions avancées argentines sur Grande Malouine. Le 5 juin, une patrouille de quatre hommes commandée par le capitaine Hamilton gagne un poste d'observation sur une crête dominant Port Howard depuis le nord, surnommée Many Branch Point, avec l'intention de récolter des renseignements sur la localité.

## L'escarmouche
Dans la matinée du 9 juin, une patrouille de reconnaissance de routine de la 601e compagnie commando conduite par le premier-lieutenant José Martiniano Duarte se dirige également en direction de Many Branch Point (auparavant, un poste d'observation argentin avait été déployé sur Mont Rosalie, mais il avait été compromis par la présence britannique et les commandos étaient parvenus à se retirer sans être détectés). La patrouille argentine était composée à l'origine de 9 hommes mais dans l'après-midi, alors qu'aucun ennemi ne semblait être dans les environs, cinq hommes rentrent à Port Howard alors que quatre autres restent sur la crête. Depuis cette position, ils parviennent à observer qu'une piste d'atterrissage avait été construite par les Britanniques à proximité de San Carlos.
Des sources britanniques affirment que le capitaine Hamilton était « en grande infériorité numérique » (en anglais : heavily outnumbered) dans le combat qui s'ensuivit, mais ces affirmations semblent contredites par le faible nombre d'Argentins présents dans les environs, d'après le récit de Moreno.
Le lendemain, alors qu'il est en position, Duarte croit entendre des voix humaines dans une formation rocheuse située à proximité, et ordonne à sa patrouille de se diriger vers l'entrée d'un groupe de rochers en forme de grotte, soupçonnant des soldats britanniques d'y avoir trouvé refuge, à moins qu'il ne s'agisse de bergers kelper. Alors que la patrouille argentine approche des rochers, un homme à la peau foncée et aux larges moustaches (le caporal Charlie Fonseca, Royal Signals attaché au Special Air Service) portant un uniforme de camouflage et une cagoule verte s'avance dans leur direction. Les Argentins ont un moment d'hésitation, la cagoule ressemblant à celles distribuées aux forces argentines, et Duarte crie en guise de défi : « Argentinos o Ingleses? » (Argentins ou Anglais?), à ces mots l'homme s'arrête, stupéfait et ne parvient pas à répondre. Après un bref moment de silence, le lieutenant Duarte crie en anglais : « Hands up, hands up! ». En guise de réponse, Fonseca se jette soudainement au sol et ouvre le feu en direction de Duarte. La rafale de 5,56 mm du commando britannique frappe les rochers situés devant Duarte, et un échange de feu débute entre les quatre Argentins et les 2 commandos britanniques. Pendant le combat, un sergent argentin lance deux grenades en direction des Britanniques, et reçoit en retour une grenade britannique de 40 mm, qui explose quelques mètres plus loin. Hamilton est touché par balle au bras. Sous la puissance de feu des hommes de Duarte, les commandos du Special Air Service tentent d'abandonner leur position et de se retirer sur l'autre versant de l'arête. Le capitaine Hamilton ordonne à Fonseca de se replier en premier alors qu'il le couvrirait, mais Hamilton est atteint par une rafale et est tué sur le coup, Fonseca se rend peu après et il est fait prisonnier de guerre. Le caporal Fonseca était originaire de Goa (Inde). Bien que Hamilton n'ai porté ni marque de son grade ni insigne (selon les pratiques en vigueur dans le SAS), il est identifié grâce à sa plaque. Dans le poste d'observation, les Argentins capturent également une radio, un fusil M16 et un AR-15, une balise, des cartes et un code de communication. Les deux autres hommes faisant partie de la patrouille de Hamilton, mais qui ne se trouvaient pas dans le poste d'observation, se retirent de la zone et seront par la suite secourus par des forces amies.

## Conséquences et développements ultérieurs
La nuit suivant le combat est marquée par des bombardements imprécis par les frégates de la Royal Navy sur Port Howard suscitant des spéculations parmi les Argentins qui supposaient que le rôle de Hamilton avait été d'agir en tant que Naval Gunfire Support Forward Observer (NGSFO, littéralement « observateur avancé en soutien à l'artillerie de marine »). 
Une autopsie ultérieure révélera que Hamilton avait été tué par un tir de 7,62 mm dans le dos. Une autre balle avait frappé son bras. Il est enterré à Port Howard, le seul autre militaire à être enterré sur place pendant le conflit sera un conscrit argentin qui était mort de faim, illustrant les conditions terribles auxquelles devaient faire face la garnison argentine sur Grande Malouine.
La tombe de Hamilton peut être vue depuis la crête de Many Branch Point à Port Howard.
Lorsque le commandant argentin de Port Howard est interrogé après la reddition, il demanda que le « capitaine SAS » soit décoré pour ses actions car il était « l'homme le plus courageux qu'[il] ait jamais vu». Hamilton sera décoré de la Military Cross à titre posthume.

### Sources et bibliographie
- (es) Isidoro Ruiz Moreno, Comandos en acción : el ejército en las Malvinas, Buenos Aires, Emecé, 1986, 458 p. (ISBN 950-04-0520-2)
- (en) John Strawson, A History of the SAS Regiment, Secker & Warburg, 1984, 292 p. (ISBN 0-436-49992-4)
- (en) Sandy Woodward, The one hundred days, Naval Institute Press, 1997 (ISBN 0-00-215723-3)